# Meinrad Mix
Meinrad Mix (* 13. Januar 1913 in Domslaff (heute: Domisław), Landkreis Schlochau, Westpreußen, Deutsches Reich (heute: Woiwodschaft Pommern, Polen); † 30. Oktober 1999 in Eutin, Kreis Ostholstein) war ein deutscher Bühnenbildner, Grafiker und Kunsterzieher.

## Leben

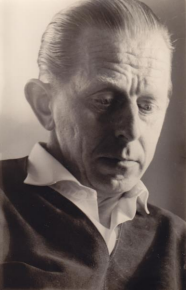
Meinrad Mix, 1963

Nach dem Abitur in Sagan, Schlesien, folgte von 1936 bis 1940 das Studium von „Bühnenbild“, „Malerei“ und „Graphik“ an der Kunstakademie Düsseldorf bei Walter von Wecus. Seine frühen Werke, die der Düsseldorfer Malerschule zurechnet werden, sind meist im realistischen Stil gemalt. Im Jahre 1939 wurde er erster Preisträger eines deutschlandweiten Wettbewerbs für Bühnenbildner an den Städtischen Bühnen Düsseldorf mit dem Bühnenbild zur Hexenszene aus Macbeth. Nach dem Studium folgten Verpflichtungen als Bühnenbildner am Schauspielhaus und an der Oper in Düsseldorf, am Schauspielhaus Kattowitz (1943/44) und am Schauspielhaus Itzehoe, bis zu dessen Auflösung. Dort gehörte er als Bühnenbildner, wie schon in Kattowitz, dem Bühnenvorstand an. Er gestaltete Bühnenbilder zu Peer Gynt, Faust, Macbeth und anderen Theaterstücken, darunter auch Volksstücke wie Junger Wein in alten Schläuchen von Heinz Steguweit. Danach arbeitete Mix als Kunsterzieher auf Langeoog, in Salem am Bodensee und fast 10 Jahre am Gymnasium Schloss Overhagen bei Lippstadt. Er wurde 1973 schwer verletzt und lag 26 Jahre im Wachkoma bis zu seinem Tod. Ab August 2022 wurden im Gymnasium Schloss Overhagen Bilder von ihm ausgestellt. Anfang Januar 2023 eröffnete der Lippstädter Kunstverein unter dem Titel „Abstrakt Bildhaft“  eine Ausstellung seiner Bilder.
„Male, Künstler, rede nicht!“ war der Leitspruch, dem der Künstler Meinrad Mix seit seiner Studienzeit an der Düsseldorfer Kunstakademie bis in sein langjähriges Berufsleben hinein treu blieb und immer wieder dann zitierte, wenn kunstunerfahrene Betrachter eine Erklärung seiner Bilder haben wollten.